# Anthony Giroux Meagher
Anthony Giroux Meagher (ur. 17 listopada 1940 w Oshawa, zm. 14 stycznia 2007) – kanadyjski duchowny katolicki, arcybiskup Kingston w latach 2002-2007.

## Życiorys
Święcenia kapłańskie przyjął 17 czerwca 1972 i został inkardynowany do archidiecezji Toronto. Po święceniach rozpoczął pracę jako wikariusz w parafii katedralnej, a następnie pełnił funkcje duszpasterskie kolejno w Witby, Willowdale oraz w Bramalea.

### Episkopat
30 kwietnia 1997 papież Jan Paweł II mianował go biskupem pomocniczym Toronto oraz biskupem tytularnym Dury. Sakry biskupiej udzielił mu 26 czerwca tegoż roku w miejscowej katedrze ówczesny arcybiskup Toronto, Aloysius Ambrozic. Był odpowiedzialny za północną część archidiecezji. Był także przewodniczącym komitetu przygotowującego Światowe Dni Młodzieży w Toronto.
27 kwietnia 2002 został prekonizowany arcybiskupem Kingston. Ingres odbył się 13 sierpnia 2002.